# Édouard Glissant

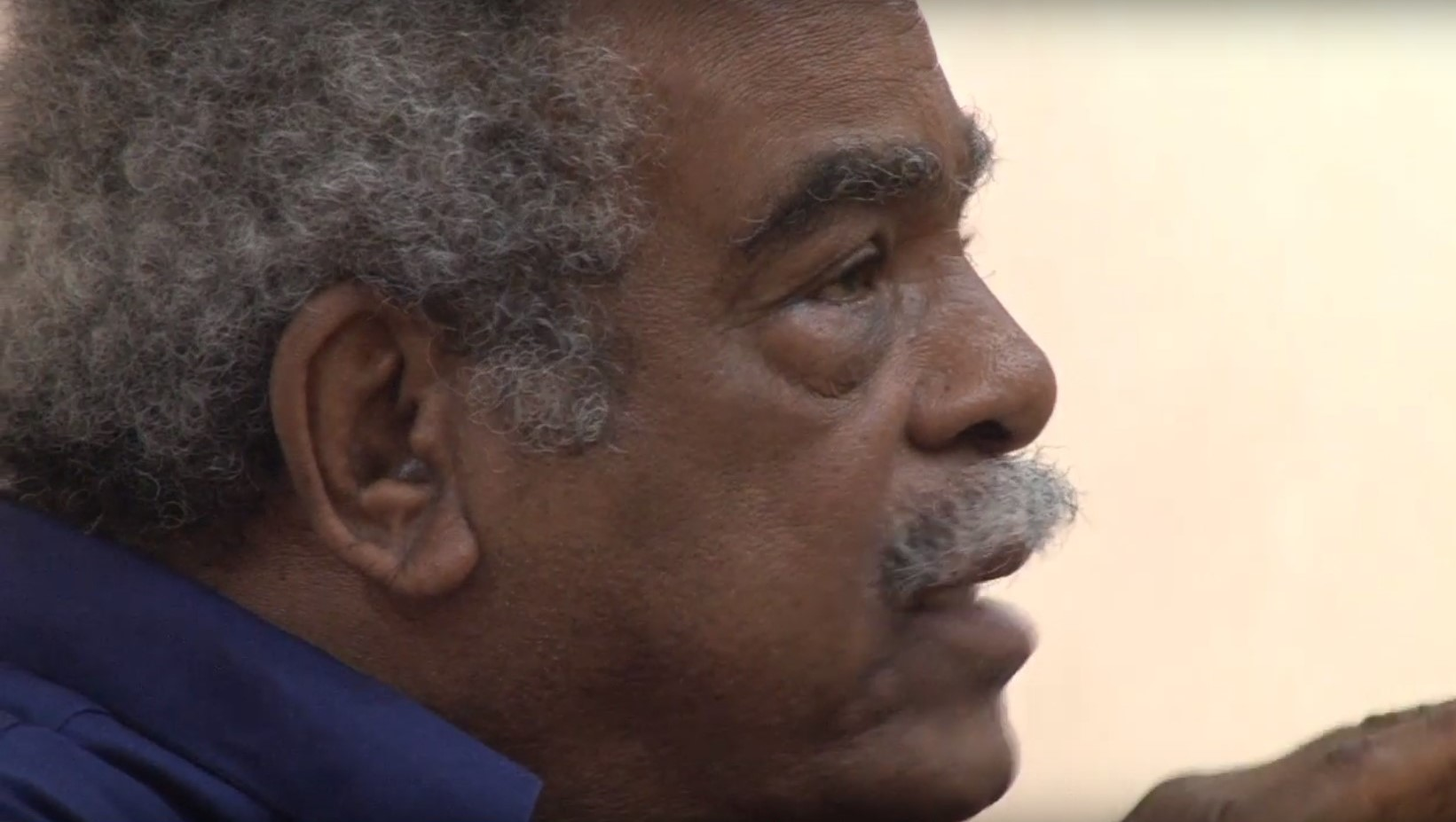
Édouard Glissant

Édouard Glissant (* 21. September 1928 in Bezaudin, Martinique; † 3. Februar 2011 in Paris) war ein französischer Schriftsteller, Dichter und Philosoph. Er gilt als bedeutender Autor der französischsprachigen Karibik und als einer der intellektuellen Vordenker zu Fragen postkolonialer Identität und Kulturtheorie.

## Biographie
Édouard Glissant wurde in einem Dorf im Nordosten von Martinique als Sohn eines Plantagenverwalters geboren. Seine Kindheit verbrachte er überwiegend in Lamentin. In der Hauptstadt Fort-de-France besuchte er das Lycée Schoelcher. Mit einem Stipendium der französischen Regierung kam er 1946 nach Paris. Er studierte an der Sorbonne und am Musée de l’Homme Philosophie, Ethnologie und Literatur. Anfang der 1950er Jahre erschienen erstmals Gedichte von Édouard Glissant in der Anthologie de la Poésie Nouvelle. Als Sprecher des ersten Kongresses Schwarzer Schriftsteller und Künstler in Paris 1956 und des zweiten 1959 in Rom stand Glissant im Zentrum intellektueller Diskussionen dieser Jahre. Glissant schrieb für das Journal Présence africaine und wurde in den Redaktionsbeirat der Zeitschrift Les Lettres nouvelles aufgenommen. 1958 erhielt er den Prix Renaudot für seinen ersten Roman La Lézarde (dt.: Die Sturzflut). Bald schloss er sich künstlerisch-literarischen Zirkeln an und engagierte sich in antikolonialistischen Bewegungen. Er veröffentlichte Gedichte, Romane, Essays und Stücke. 1965 kehrte Glissant in seine Heimat zurück und gründete das Institut d’Études Martiniquaises als Kultur- und Forschungszentrum. Von 1980 bis 1988 arbeitete Glissant als Chefredakteur des UNESCO-Kuriers. Von 1995 bis 2007 war er Professor am Graduiertenzentrum der City University New York.
Er lebte abwechselnd auf Martinique und in Paris; dort starb er am 3. Februar 2011.

## Glissants Begriffe
Der Großteil der Bevölkerung in der dicht besiedelten Karibik besteht aus Nachfahren von Sklaven aus Afrika. Als Lyriker und Romancier forschte Glissant nach den Wurzeln und Spuren dieser Sklaven, belebte alte Mythen und Sagen neu. Berühmt wurde sein 65 Strophen umfassendes Langgedicht Les Indes, in dem er die Geschichte der vielen von den Europäern unterworfenen „Indien“ („Indien“ im Plural: im Sinne von „Ostindien“, als „Neue Welt“ und besonders im Sinne von „Westindien“) als eine Geschichte der Gewalt wie auch des Widerstandes und des unbeugsamen Stolzes der Unterdrückten gestaltet.
Als Kulturpolitiker hat sich Glissant vor allem mit kultureller Identität außerhalb des europäischen Zusammenhangs beschäftigt. Sein Einfluss auf die Literatur der „Dritten Welt“ basiert darauf, dass er mit Zersplitterte Welten eine Ästhetik der Kulturenvielfalt begründet hat. Sein Langessai ist eine tour d’horizon durch alle Gesichtspunkte karibischer Identität am Beispiel von Martinique. „Édouard Glissant entwickelt seine Ideen ausgehend von der Landschaft ... Martinique ist der Mikrokosmos, in dem er, anfangs noch unter dem Eindruck der Kolonialherrschaft, seine Theorie der Beziehung entwickelte. Vorbild war die Beziehung zwischen dem Herrn und dem Sklaven, die im System der Sklaverei untrennbar miteinander verbunden waren, was auch später zwischen Kolonialherrn und Kolonisiertem fortwirkte.“
Seit Ende der 1950er Jahre war Glissant der maßgebliche Anreger der Bewegung „Antillität“ (frz. Antillanité) für eine kulturelle und politische Einheit der Karibik. Unter dem Eindruck blutiger Streiks in Martinique rief der mittlerweile bekannte Schriftsteller gemeinsam mit Paul Niger die Front Antillo-Guyanais mit dem Ziel der politischen Unabhängigkeit des Karibik-Départements ins Leben. Diese wurde wenig später von der französischen Regierung De Gaulles verboten und Glissant als ihr Initiator für mehrere Jahre aus Martinique und Guadeloupe verbannt.
Seine Begriffe von „Kreolisierung“ (frz. créolisation) und „All-Welt“ (frz. Tout-Monde) machen diesen Autor zu einem antillanischen Vordenker der heutigen Debatte über Multikulturalismus. Aus der Analyse der Kreolisierung gewinnt Glissant ein gesellschaftliches Modell von universaler Bedeutung. „Wenn Sie eine afrikanische Rhythmik nehmen und westliche Instrumente, Saxophon, Geige, Klavier, Posaune, dann haben Sie den Jazz. Das nenne ich Kreolisierung. Ich bin sicher, dass die Asiaten und die Hispanos, die Weißen und Schwarzen in den Städten Kaliforniens einmal etwas Neues hervorbringen, das genau so wunderbar sein wird wie der Jazz.“ „Keine Kultur ist heute isoliert von den anderen. Es gibt keine reinen Kulturen, das wäre lächerlich. Die Spur des Lebens wird nicht durch das Identische gelegt, sondern durch das Verschiedene. Das Gleiche produziert: nichts. Das beginnt schon mit der Genetik. Zwei gleiche Zellen können nichts Neues produzieren. Und in der Kultur ist das auch so.“
Was Glissant die „Poetik der Beziehung“ (Poétique de la Relation) nennt, steht für eine menschliche Identität, die sich über die Vielfalt der Beziehungen definiert und nicht über eine ethnische, nämlich die Abstammung. In diesem Zusammenhang unterscheidet er zwischen „Globalisierung“ (frz. mondialisation) und „Globalität“ (frz. mondialité): „Was Globalisierung genannt wird, ist die Angleichung auf niedrigstem Niveau, die Herrschaft der multinationalen Konzerne, die Standardisierung und der ungeregelte Liberalismus auf den Märkten der Welt. Doch für mich stellt sie nur die Kehrseite einer wunderbaren Realität dar, die ich Globalität nenne.“ Globalität und Globalisierung sind zwei Seiten desselben Phänomens. Mit „Globalisierung“ meint Glissant das kapitalistische Projekt der multinationalen Konzerne und damit verbundene kulturelle Einebnung (Standardisierung). Die Globalität hingegen berge produktives Potenzial durch schöpferische Wechselwirkungen zwischen den Kulturen. So entstehen komplexe Kulturen (cultures composites). Aus der Formel Alles ist kreolisch! folgt, dass es strikt getrennte Identitäten nicht geben kann.

## Werke in französischer Sprache

### Essays
- Soleil de la conscience.(Poétique I). Nouvelle édition. Gallimard, Paris 1956.
- Le Discours antillais.  Gallimard, Paris 1981/1997.
- Poétique de la Relation. (Poétique III). Gallimard, Paris 1990.
- Discours de Glendon. Suivi d'une bibliographie des écrits d'Edouard Glissant établie par Alain Baudot. Ed. du GREF, Toronto 1990.
- Introduction à une poétique du divers. (1995) Gallimard, Paris 1996.
- Faulkner, Mississippi. Stock, Paris 1996; Gallimard (folio), Paris 1998.
- Traité du Tout-Monde. (Poétique IV). Gallimard, Paris 1997.
- La Cohée du Lamentin. (Poétique V). Gallimard, Paris 2005.
- Une nouvelle région du monde. (Esthétique I). Gallimard, Paris 2006.
- Mémoires des esclavages. Mit Vorwort von Dominique de Villepin. Gallimard, Paris 2007.
- Quand les murs tombent. L'identité nationale hors-la-loi? (Mit Patrick Chamoiseau.)  Galaade, Paris 2007.
- La terre magnétique: les errances de Rapa Nui, l'île de Pâques. (Mit Sylvie Séma). Seuil, Paris 2007.
- Les entretiens de baton rouge. (Mit Alexandre Leupin.) Gallimard, Paris 2008.
- Manifeste pour les «produits» de haute nécessité, Martinique-Guadeloupe-Guyane-Réunion. signataires : Ernest Breleur, Patrick Chamoiseau, Serge Domi, Gérard Delver, Édouard Glissant, Guillaume Pigeard de Gurbert, Olivier Portecop, Olivier Pulvar, Jean-Claude William. Éditions Galaade / l’Institut du Tout-Monde, Paris 2009.
- L'intraitable beauté du monde. Adresse à Barack Obama. (Mit Patrick Chamoiseau.)  Galaade, Paris 2009.
- Philosophie de la relation, Poésie en étendue. Gallimard, Paris 2009.
- 10 Mai. Mémoires de la traite négrière, de l’esclavage et de leurs abolitions. Éditions Galaade, Paris 2010.

### Gedichte
- La Terre inquiète. Lithographien von Wilfredo Lam. Éditions du Dragon, Paris 1955.
- Le Sel Noir. Seuil, Paris 1960.
- Les Indes, Un Champ d'îles, La Terre inquiète. Seuil, Paris 1965.
- L'Intention poétique. (1969) (Poétique II). Neuausg. Gallimard, Paris 1997.
- Boises; histoire naturelle d'une aridité. Acoma,  Fort-de-France 1979.
- Le Sel noir; Le Sang rivé; Boises. Poésie Gallimard, Paris 1983.
- Pays rêvé, pays réel. Seuil, Paris 198.
- Fastes. Ed. du GREF, Toronto 1991.
- Poèmes complets. (Le Sang rivé; Un Champ d'îles; La Terre inquiète; Les Indes; Le Sel noir; Boises; Pays rêvé, pays réel; Fastes; Les Grands chaos). Gallimard, Paris 1994.
- Le Monde incréé: Conte de ce que fut la Tragédie d'Askia; Parabole d'un Moulin de Martinique; La FoliCélat. Gallimard, Paris 2000.
- La Terre le feu l’eau et les vents : une anthologie de la poésie du Tout-monde. Galaade, Paris 2010.

### Prosa
- La Lézarde (1958) Neuausg. Gallimard, Paris 1997; Presses Nationales d’Haïti, Port-au-Prince 2007.
- Le Quatrième Siècle. (1964) Gallimard, Paris 1997.
- Malemort. (1975). Neuausg. Gallimard, Paris 1997.
- La Case du commandeur. (1981) Nouvelle éd, Gallimard, Paris 1997.
- Mahagony. (1987). Nouvelle édition, Gallimard, Paris 1997.
- Tout-Monde. Gallimard, Paris 1995.
- Sartorius: le roman des Batoutos. Gallimard, Paris 1999
- Ormerod..ä Gallimard, Paris 2003.

### Theater
- Monsieur Toussaint. (1961) Nouvelle édition, Gallimard, Paris 1998.

## Werke in deutscher Übersetzung

### Essays
- Philosophie der Weltbeziehung. Poesie der Weite. Übers. Beate Thill. Das Wunderhorn, Heidelberg 2021, ISBN 978-3-88423-661-1.
- Das magnetische Land. Die Irrfahrt der Osterinsel Rapa Nui. Übers. Beate Thill. Das Wunderhorn, Heidelberg 2010, ISBN 978-3-88423-342-9.
- Kultur und Identität. Ansätze zu einer Poetik der Vielheit. Übers. Beate Thill. Wunderhorn, Heidelberg 2005, ISBN 3-88423-242-8.
- Traktat über die Welt. Übers. Beate Thill. Wunderhorn, Heidelberg 1999, ISBN 3-88423-154-5.
- Faulkner Mississippi. Übers. Beate Thill. Wunderhorn, Heidelberg 1997, ISBN 3-88423-124-3.
- Zersplitterte Welten. Der Diskurs der Antillen. Übers. Beate Thill, Wunderhorn, Heidelberg 1986, ISBN 3-88423-041-7.

### Gedichte
- Schwarzes Salz. Übers., Nachwort Beate Thill. Wunderhorn, Heidelberg 2002, ISBN 3-88423-193-6.
- Gedichte (Die Augen die Stimme, Karthago, Land). In: ad libitum. Sammlung. Zerstreuung, 8; Übers. Klaus Laabs. Verlag Volk und Welt, Berlin 1988, ISBN 3-353-00375-4, S. 324–332.

### Prosa
- Die Entdecker der Nacht. Übers. Beate Thill. Wunderhorn, Heidelberg 1991, ISBN 3-88423-070-0.
- Mahagony. Übers. Beate Thill. Wunderhorn, Heidelberg 1989, ISBN 3-88423-057-3.
- Die Hütte des Aufsehers. Übers. Beate Thill. Wunderhorn, Heidelberg 1983, ISBN 3-88423-030-1.
- Sturzflut [La Lézarde]. Übers. Paul Baudisch. Kindler, München 1959, 1979 ISBN 3-463-00153-5.